# النزاع الجورجي الأوسيتي
النزاع الجورجي الأوسيتي وهو نزاع إثني بين الجورجيين والأوسيتيين حول منطقة أوسيتيا الجنوبية ومن نتائج هذا النزاع هو حرب جنوب أوسيتيا 1991-1992 وألتي انتهت بوقف إطلاق النار وكذلك حرب أوسيتيا الجنوبية 2008 روسيا كانت تقف دائما بجانب الأوسيتيين ومن نتائج ذلك نتجت الحرب الروسية الجورجية. ورغم الإعلان عن وقف إطلاق النار والعديد من الجهود في سبيل السلام، بقي النزاع دون حل. وفي أغسطس 2008، انبثقت التوترات والاشتباكات العسكرية بين جورجيا والأوسيتيين الجنوبيين الانفصاليين، وأدت إلى نشوب الحرب الروسية الجورجية.

## نشوء النزاع

### سنوات الاتحاد السوفيتي الأولى
يعود تاريخ النزاع بين الجورجيين والأوسيتيين إلى عام 1918 على الأقل. ففي أعقاب الثورة الروسية، أعلنت جورجيا استقلالها (26 مايو 1918) تحت حكم المنشفيك، في حين تولى البلاشفة السيطرة على روسيا. وفي يونيو عام 1920، أقدمت قوة عسكرية أوسيتية مدعومة من قبل روسيا على مهاجمة الجيش الجورجي والحرس الشعبي. فجاء رد الجورجيين قويًا وهزموا المتمردين، مع إحراق العديد من القرى الأوسيتية وتهجير 20,000 أوسيتي في روسيا السوفيتية. وبعد مضي ثمانية أشهر، نجح الجيش الأحمر في اجتياح جورجيا.
أنشأت الحكومة الجورجية السوفيتية، التي أسِست عقب اجتياح الجيش الأحمر لجورجيا عام 1921، وحدة إدارة ذاتية للأوسيتيين القوقازيين الجنوبيين في أبريل 1922 تحت ضغط من الـ «كافبيرو» (الدائرة القوقازية الرسمية في اللجنة المركزية للحزب الشيوعي الروسي)، وسُميت الأوبلاست الأوسيتي الجنوبي ذاتي الحكم.

### سنوات الاتحاد السوفيتي الأخيرة
في أواخر ثمانينيات القرن العشرين، أنشئت منظمة «أدامون نيخاس» (صوت الشعب) الأوسيتية الوطنية. وفي تاريخ 10 نوفمبر 1989، طلب المجلس الأعلى الأوسيتي الجنوبي من المجلس الأعلى للجمهورية الجورجية السوفيتية الاشتراكية ترقية حالة المنطقة إلى جمهورية ذاتية الحكم، إلا أن هذا الطلب قوبل بالرفض في 16 نوفمبر وحاصر الجورجيون تسخينفالي يوم 23 نوفمبر 1989.
أعلنت أوسيتيا الجنوبية أنها دولة ذات سيادة في 20 سبتمبر 1990. وفي أكتوبر 1990، قاطعت أوسيتيا الجنوبية الانتخابات البرلمانية الجورجية، وأجرت انتخابات برلمانية خاصة بها في شهر ديسمبر من العام نفسه. وفي 11 ديسمبر 1990، مرر البرلمان الجورجي مشروع قانون يلغي حكم أوسيتيا الجنوبية الذاتي بالكامل. تدخلت روسيا وأعلِنت حالة الطوارئ في أوسيتيا الجنوبية.
في 4 مايو 1991، أعلن البرلمان الأوسيتي الجنوبي عن نيته للانفصال عن جورجيا والوحدة مع أوسيتيا الشمالية، التي كانت واقعة ضمن حدود روسيا الاتحادية.

## التسلسل الزمني ما بعد السوفيتي

### 1991-1992 حرب أوسيتيا الجنوبية
وسط التوترات العرقية المتصاعدة، اندلعت الحرب حين دخلت القوات الجورجية إلى عاصمة أوسيتيا الجنوبية، تسخينفالي. يُعتقد أن أكثر من ألفي شخص قد قُتلوا في الحرب. وقد تلقى الانفصاليون مساعدة من قبل وحدات عسكرية سوفيتية سابقة، التي باتت تحت القيادة الروسية آنذاك. وفرّ نحو 100,000 أوسيتي من جورجيا بالكامل وأوسيتيا الجنوبية، في حين غادر 23,000 جورجي من أوسيتيا الجنوبية. أمكن التوصل إلى اتفاقية لوقف إطلاق نار (اتفاق سوتشي) في تاريخ 24 يونيو 1992. وعلى الرغم من أنها أنهت الحرب، فهي لم تعالج حالة أوسيتيا الجنوبية. شُكلت لجنة رقابة مشتركة لحل النزاع الجورجي الأوسيتي وتوزعت قوات حفظ السلام المكونة من جماعات عسكرية روسية وجورجية وأوسيتية. سيطرت حكومة الأمر الواقع الأوسيتية على المنطقة بشكل مستقل عن تبليسي، وكانت نشاطات قوات حفظ السلام المشتركة تتركز بشكل رئيسي على منطقة النزاع، التي ضمت مساحة بنصف قطر 15 كيلومترًا حول تسخينفالي.
استمرت سيطرة الانفصاليين على مناطق تسخينفالي وجافا وزنوري وأجزاء من أخالغوري، في حين بسطت حكومة تبيليسي المركزية سيطرتها على بقية أخالغوري والقرى الجورجية في منطقة تسخينفالي.